# Золотая медаль имени В. В. Докучаева
Золотая медаль имени В. В. Докучаева — научная награда Российской академии наук. С 1947 года присуждается Отделением общей биологии (ООБ) АН СССР, а затем Российской академии наук за выдающиеся научные работы и открытия в области почвоведения.

## История
Золотая медаль учреждена к 100-летию со дня рождения Василия Васильевича Докучаева (1846—1903), основателя русской школы почвоведения и географии почв, и названа в его честь.

## Список награждённых учёных
- 1947 — Леонид Иванович Прасолов — за работу «Мировая почвенная карта в масштабе 1:50.000.000»
- 1949 — Сергей Александрович Захаров — За совокупность научных работ в области почвоведения (посмертно)
- 1949 — Николай Александрович Димо — За совокупность научных работ в области почвоведения
- 1951 — Владимир Николаевич Сукачев — За творческое развитие научных идей В. В. Докучаева о взаимосвязях и взаимозависимостях между почвой, растительностью и другими природными условиями, а также за плодотворную деятельность по организации научных работ по защитному лесоразведению
- 1957 — Алексей Андреевич Роде — за работу «Почвенная влага»
- 1960 — Иван Владимирович Тюрин — за совокупность научных работ в области почвоведения
- 1963 — Иннокентий Петрович Герасимов — За совокупность работ в области генезиса, географии и картографии почв
- 1966 — Виктор Абрамович Ковда — за совокупность научных работ в области почвоведения
- 1969 — Никодим Антонович Качинский — за совокупность работ в области теории физики почв и методов исследования физических свойств и режимов почв
- 1972 — Евгения Николаевна Иванова — По совокупности работ в области генезиса, классификации и географии почв
- 1975 — Николай Николаевич Розов — По совокупности работ в области почвоведения
- 1978 — Сергей Владимирович Зонн — за совокупность научных трудов по генезису и географии лесных почв
- 1981 — Николай Васильевич Орловский — за монографию «Исследования почв Сибири и Казахстана»
- 1984 — Роман Викторович Ковалёв — за серию работ по генезису, географии почв Западной Сибири и субтропическим почвам Закавказья, а также за двухтомную монографию по структуре, функционированию и эволюции системы биогеоценозов
- 1987 — Глеб Всеволодович Добровольский — за цикл работ «Генезис, география и охрана почв»
- 1990 — Мария Альфредовна Глазовская — за цикл работ по генезису, географии почв и геохимии ландшафтов
- 1993 — Борис Георгиевич Розанов — за цикл работ в области антропогенной эволюции, охраны и систематики почв мира
- 1996 — Иштван Сабольч[венг.][2] (иностранный лауреат) — за совокупность работ в области генезиса и мелиорации засоленных почв
- 2001 — Илья Андреевич Соколов — За цикл работ: региональные почвенные исследования и работы в области теории почвоведения
- 2006 — Феликс Рувимович Зейдельман — За серию работ «Генезис и фундаментальные основы мелиорации почв»
- 2011 — Виктор Оганесович Таргульян — За цикл работ «Развитие теории почвообразования и выветривания, закономерности поведения почв в пространстве и времени».
- 2016 — Роман Васильевич Десяткин — За цикл работ по генезису, географии и эволюции криогенных почв и их трансформации в условиях меняющегося климата
- 2021 — Кирюшин Валерий Иванович — За серию работ "Почвенно-экологическое обеспечение адаптивно-ландшафтного земледелия и природопользования".

## Галерея

Внешний вид лицевой стороны медали
Обратная сторона медали